# Atala Apodaca
Atala Apodaca (Tapalpa, 9 de abril de 1884 - Guadalajara, 31 de agosto de 1977) foi uma professora, palestrante e revolucionária mexicana, que lutou a favor da constitucionalização do México.

## Biografia
Apodaca nasceu no dia 9 de abril de 1884, em Tapalpa, como filha de Julia Anaya Villalvazo e Práxedis Apodaca Grajeda. E teve 3 irmãos: Laura, Andrés e Rafael. Casou-se com Samuel Ruiz Cabañas.
Estudou em uma escola primária em Guadalajara, entre os anos de 1895 e 1898. Em 1900, terminou a secundário no Liceu de Moças. E se formou como professora, em 28 de outubro de 1903, na Escola Normalista de Moças.
Trabalhou como professora em diversas escolas, entre os anos de 1904 e 1914. Durante este período, esteve conectada com professores liberais, observou as condições de pobreza na zona rural e na cidade, e percebeu a má condição de trabalho dos professores e a baixa remuneração. Entre 1914 e 1920, esteve extensivamente envolvida com a política, apoiando e divulgando a causa constitucionalista, através de palestras e publicações. Entre 1920 e 1940, foi professora e depois diretora de uma escola primária na Cidade do México. Retornou para Guadalajara em 1940, onde foi professora e diretora da Escola Primária José Clemente Orozco. Se aposentou no ano de 1966.
Apodaca faleceu em 31 de agosto de 1977, em Guadalajara, devido a um câncer no estômago.

### Vida política
A partir dos anos de 1900, quando começou sua vida profissional, onde teve contato com profissionais com ideologias liberais, começou a se politizar. Apodaca passou a fazer parte do movimento liberal, e participou ativamente do movimento anti-reeleitoral que ocorria no México e da campanha presidencial de Madero, que perdeu as eleições de 1912 para José López Portillo e Rojas, do Partido Católico Nacional.
Entre 1912 e 1913, se tornou membro da Liga dos Amigos de Pueblo (LAP), um grupo de intelectuais liberais liderado por Luis Alatorre, que utilizava a cultura para combater o fanatismo político e religioso. E durante o governo de Victoriano Huerta, entre 1913 e 1914, Apodaca criou uma campanha anti-huertista e contra a Igreja Católica que propagou o fanatismo na população.
Com a queda de Huerta em julho de 1914, Apodaca passou a colaborar com o governador de Jalisco General Manuel Diéguez, ajudando-o com as reformas educativas e com ideias constitucionalistas. Em Agosto de 1914, criou o Círculo Liberal Josefa Ortiz de Domínguez, com o objetivo de inserir as mulheres na política e nas causas constitucionalista, através de palestras realizadas no Teatro Principal.
Entre 1916 e 1917, foi presidente da Comissão Nacional de Estudos e Propaganda Nacionalista, onde dava palestras e publicava, no jornal ilustrado Argos, sobre as ideias patrióticas que a revolução apoiava.

### Honrarias
O Secretário de Defesa Nacional, em 1946, a reconheceu como Veterana da Revolução. Em 1957, recebeu a insígnia Manuel Lopez Cotilla. E, em 1963, foi admitida na Legião de Honra Mexicana.